# Чеська мрія

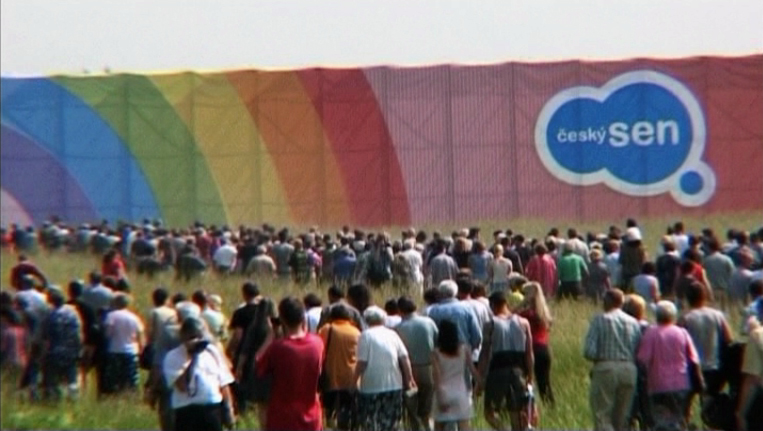
Натовп людей у пошуках «Чеської мрії».

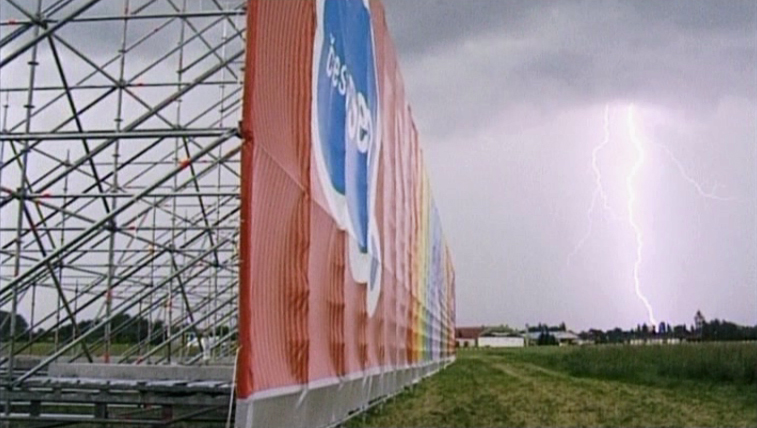
Так насправді виглядала «Чеська мрія».

«Че́ська мрія» (чеськ. Český sen) — чеський документальний фільм, прем'єра якого відбулася в лютому 2004 року. Творці описують його як «перше чеське кінематографічне реаліті-шоу». Фільм розповідає про підготовку рекламної кампанії та відкриття неіснуючого гіпермаркету з назвою «Чеська мрія».
Акцію організували двоє студентів кіношколи, Філіп Ремунда та Віт Клюсак. Вони найняли рекламне агентство для створення рекламної кампанії нового гіпермаркету під назвою «Чеська мрія». Вони знімали та документували весь процес підготовки та хід рекламної кампанії. В суботу, 31 травня 2003 року, приблизно 3000 людей приїхали на відкриття гіпермаркету, яке відбулося на автостоянці в празькому районі Летняни. «Керівники» гіпермаркету привітали покупців, перерізали стрічку, охорона зняла металеві огорожі, і люди розбіглися галявиною на фоні фасаду гіпермаркету.
Коли після «відкриття» виявилося, що це просто захід студентів кіношколи, у ЗМІ розгорілася дискусія між двома таборами, які або переважно критикували ідею та її реалізацію, або, навпаки, підтримували. Таким чином читач, а потім і глядач могли отримати уявлення про організацію рекламних кампаній.

## Рекламна кампанія
Рекламну кампанію розробляла рекламна агенція Mark/BBDO під керівництвом креативного директора Мартіна Пршікрила.
|                   | Якщо це спрацює, то буде рекламою для нашої фірми. З цього випливатиме, що ми створюємо рекламу, яка працює, навіть якщо продукт є поганий або взагалі не існує. |
| — Мартін Пршікрил | |

Рекламна кампанія проходила в три етапи:
- Перший етап: презентація логотипа «Чеська мрія» і дати відкриття
- Другий етап: оголошення про те, що «Чеська мрія» — це новий гіпермаркет
- Третій етап: розсекречення місця розташування гіпермаркету

Таємничість відігравала велику роль у рекламній кампанії. Певну інформацію навмисно замовчували, а потім поступово розкривали.
Кампанія проводилась у багатьох напрямках. Рекламні матеріали транслювали по телебаченню і на радіо, публікували оголошення в пресі; в Празі встановили 400 рекламних плакатів, більшість з них на зупинках громадського транспорту. У «Чеської мрії» був свій веб-сайт і рекламна пісня. На третьому етапі рекламні матеріали були додатково розміщені на громадському транспорті та на станціях метро.

### Маркетингові дослідження
Були проведені маркетингові дослідження потенційних клієнтів. Дослідники з'ясовували, що хоче, потребує і купує пересічна родина. Експертка з поведінки при купівлі, доктор Йітка Висекалова, проаналізувала декілька середньостатистичних родин. Були представлені всі покоління, від дітей до пенсіонерів. Членам родин ставили наступні питання: «Як виглядає ваш день у торговому центрі?», «Що ви купуєте? Чому?», «Як би ви хотіли назвати новий чеський гіпермаркет?» тощо.
Фокус-група: увага, інтерес групи. Групі випадково обраних осіб презентували рекламну кампанію перед її запуском, зафіксували реакцію та думки групи.
Дослідження спеціальною камерою для очей: оцінка реклами за допомогою спеціального шолома з двома камерами, які стежать за оком та за точкою, на якій око сфокусоване. Таким чином тестувалися рекламні листівки «Чеської мрії» і двох конкуруючих гіпермаркетів.

## Цікаві факти
Бюджет фільму склав 19 мільйонів крон і був оплачений грантом Міністерства культури Чехії.
Умовним продовженням у 2010 році автори зняли документальний фільм «Чеський мир» про американський радар, який планувалося побудувати на території Чехії.

## Оцінка
Фільм неодноразово отримував нагороди, зокрема на кіноконкурсах у Кракові, Їглаві, Чонджу (Південна Корея), Сан-Франциско, Траверс-Сіті (керівник фестивалю Майкл Мур), Любляні та Орхусі. У 2005 році він отримав премію кінокритиків Крістіан. 8 вересня 2006 року його транслював двомовний франко-німецький телеканал Arte. 26 вересня 2006 року його транслювало австралійське телебачення SBS, 1 травня 2008 року фільм транслювало нідерландське телебачення VPRO.